# Maroilles (brânză)

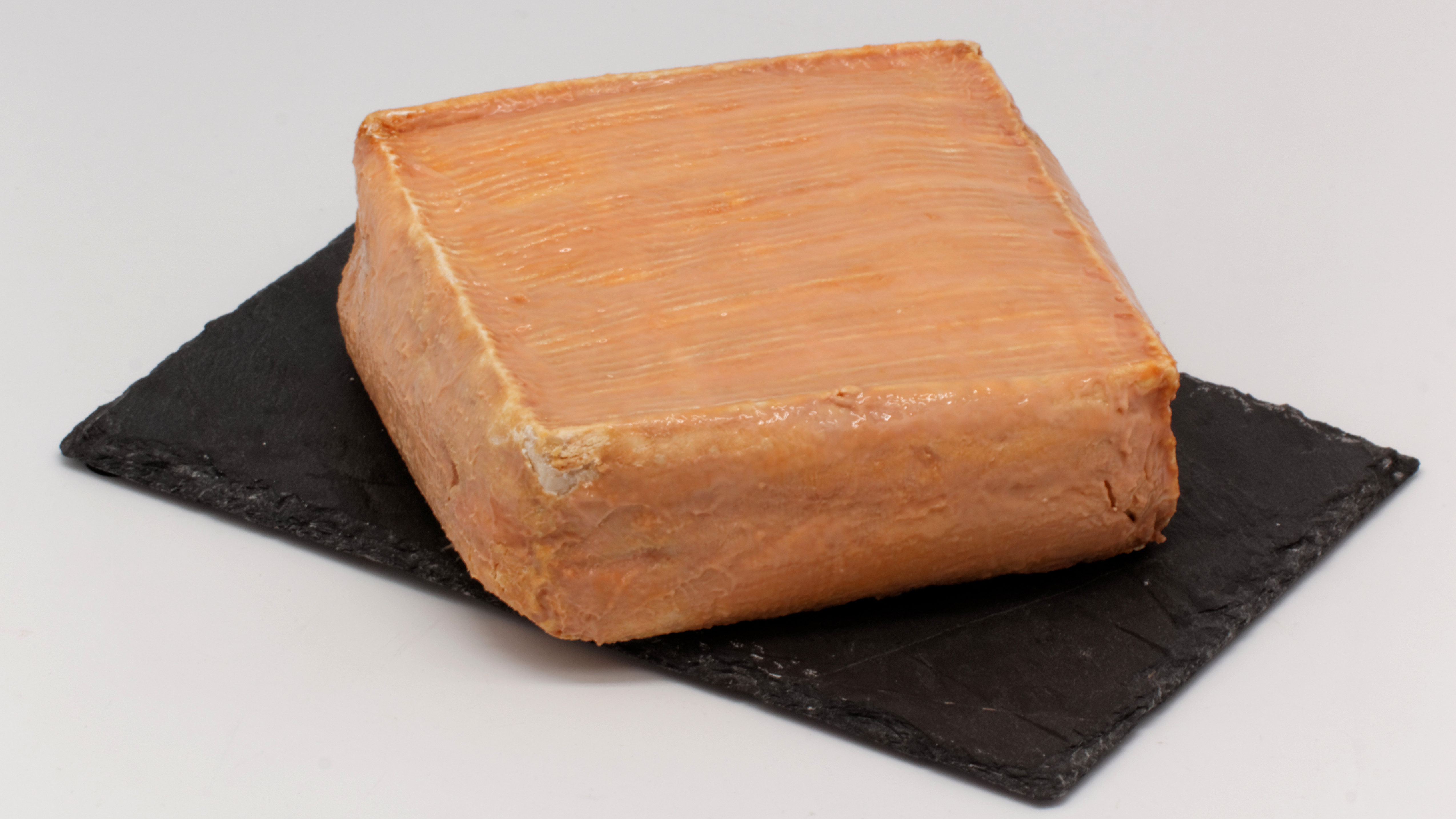
Maroilles

Maroilles este  o brânză franceză cu pastă moale și coajă spălată, preparată din lapte crud și integral de vacă. Se produce în regiunea Thiérache, în nordul Franței, și în special în comuna Maroilles, al cărei nume îl poartă. Este folosită în mai multe feluri de mâncare tipice din gastronomia locală.
Conform tradiției, ar fi fost creată aproximativ în anul 960 de călugării de la mănăstirea benedictină din Maroilles. Se prezintă sub formă pătrată, cu latura de 12,5-13 cm și cu greutatea de 800 gr. Coaja este de culoare roșu-cărămiziu. Pasta este fermă, cu aroma puternică.
Brânza Maroilles face obiectul unei denumiri de origine controlată (AOC) în Franța din anul 1980 și al unei denumiri de origine protejată (AOP) în Uniunea Europeană din 1996. Producția de Maroilles AOP era de 2.700 tone în 2005.